# Aiats
El Pla, Altiplà o Cinglera d'Aiats és una plataforma tabular i acinglerada a 1.303 m, de 3-4 km d’extensió i 200-300 m d’amplada, que forma part de la Serralada Transversal Catalana. Juntament amb l'altiplà de Cabrera és un dels trets més característics del Collsacabra.
És el límit entre els municipis de l’Esquirol i de Pruit (Osona) i de Joanetes (Garrotxa). Des de la punta més oriental arran de la cinglera es divisa la vall de Rupit i Pruit.
Al peu dels cingles d’Aiats, s'obre la falla que separa les plataformes residuals d’Aiats i de Cabrera de la plana de Vic. En aquest indret es troba la gran masia d'Aiats.
L'ampla graonada del cingle facilita l’aprofitament dels pasturatges que cobreixen el pla.